# Metagonyleptes curvispinosus
Metagonyleptes curvispinosus is een hooiwagen uit de familie Gonyleptidae.